# 德索托堂区 (路易斯安那州)
德索托堂區（英語：De Soto Parish）是美国路易斯安那州西北部的一個堂區，西鄰德克萨斯州，面積2,317平方公里。根據2020年美國人口普查，共有人口26,812人。治所曼斯菲爾德（Mansfield）。該堂區成立於1843年4月1日，名稱紀念西班牙探險家埃尔南多·德·索托（Hernando De Soto）。